# 川崎市立大師小学校
川崎市立大師小学校（かわさきしりつだいししょうがっこう）は、明治6年（1873年）6月6日に開校した川崎市の市立小学校である。

## 詳細
- 校長:北 良介
- 教頭:吉田 勝
- 児童数:604名
- 所在地:神奈川県川崎市川崎区東門前2丁目6−1
- 電話番号:044-288-2392

### 教育目標
豊かな心をもち、たくましく生きる児童の育成
【自立】「進んで学ぶ子」
【共生】「思いやりのある子」
【創造】「明るく元気な子」

## 歴史
明治6年（1873年）6月6日開校。ただし、このときは東門前1丁目にあった。このときの学校名は尋常高等大師河原小学校。